# Mitsubishi Zinger
La Mitsubishi Zinger è una autovettura prodotta dalla casa automobilistica giapponese Mitsubishi Motors a partire dal 2005.

## Descrizione
La Zinger è un monovolume compatto, progettato dalla Mitsubishi Motors in collaborazione con la China Motor Corporation di Taiwan. Basato sul telaio accorciato della Mitsubishi Pajero Sport, ha esordito sul mercato a Taiwan il 24 dicembre 2005.
Dal 2007 al 2016 è stata commercializzata nelle Filippine come Mitsubishi Fuzion.
La casa nipponica ha deciso di esportarla anche nella Cina continentale, con le vendite della Zinger che sono iniziate dalla seconda metà del 2007; qui viene rimarchiata CMC Zinger e viene assemblata attraverso una joint venture tra la CMC e la South East (Fujian) Motor. Dal 2015 viene venduta esclusivamente come CMC Zinger.